# Caroline Muhr
Caroline Muhr (* 20. Mai 1925 in Essen; † 13. Januar 1978 in Bad Godesberg; eigentlich Charlotte Klemp, verheiratete Puhl) war eine deutsche Schriftstellerin und Liedermacherin.

## Jugend und Ausbildung
Als Charlotte Klemp wuchs die Autorin in Essen auf, wo sie am Realgymnasium Maria-Wächtler-Schule am 12. März 1943 die Reifeprüfung bestand.
Nach Ableistung des Arbeits- und Kriegshilfsdienstes konnte sie 1944 ein Semester an der Universität Marburg studieren. Danach wurde sie bis 1945 zur Arbeit in einer Munitionsfabrik und einem Laboratorium kriegsdienstverpflichtet.
Nach Kriegsende besuchte sie eine Sprachschule und absolvierte Kurse in Stenographie und Maschinenschreiben. Anschließend war sie als Dolmetscherin bei der Alliierten Kohlenkontrollkommission (National Coal Control Commission) tätig, die seit April 1945 in der Villa Hügel residierte.
Im Winter 1947 nahm sie ihr Studium in Köln wieder auf und schloss es im Hauptfach Philosophie und in den Nebenfächern Soziologie und Literaturgeschichte am 27. Februar 1954 ab. Bei Karl-Heinz Volkmann-Schluck promovierte sie über Nietzsche und die Transzendenz.

## Berufstätigkeit und Ehe
Anschließend widmete sie sich der politischen Meinungsforschung und der Synchronisation amerikanischer Dokumentarfilme. Mehrere Studienaufenthalte führten sie nach England. Zwölf Jahre lang arbeitete sie für den US Information Service in Bonn.
Im Sommer 1955 heiratete sie den Diplom-Volkswirt Dr. Hans Puhl, den späteren Hauptgeschäftsführer der Deutschen Uhrenindustrie, mit dem sie zunächst in Essen-Stadtwald, Sundernholz 41 lebte.

## Literarisches Wirken
Als sie zu schreiben begann, wählte sie möglicherweise in Anlehnung an den (männlichen) Protagonisten von Rudolf Jakob Humms Roman Carolin (Zürich 1944) das Pseudonym Caroline Muhr.
Ihre erste Veröffentlichung Depressionen. Tagebuch einer Krankheit (1970) war autobiografisch. Der Rezensent des SPIEGEL prophezeite bereits, dass alle psychiatrische Erfahrung gegen die geschilderte Spontanheilung spreche: „Die nächste Depression kommt bestimmt.“
Das Buch wurde unter der Regie von Herbert Vesely für das ZDF verfilmt (Erstausstrahlung 25. Juli 1975). Walter Jens urteilte damals in der ZEIT: „Von der Folgerichtigkeit der Konfusionen (wie sie sich in der Vorlage des Films, dem Tagebuch der Caroline Muhr, präsentiert) war nichts zu spüren. Statt Konsequenz: Zufall und Beliebigkeit. Statt des Schreckens: ein artistisches Spektakel, technischer Zauber und sogenannte künstlerische Gestaltung.“
Caroline Muhr schrieb außerdem Lyrik, Hörspiele und zwei weitere Romane.

## Engagement in der Frauenbewegung
1973 gründete sie im Bonner Frauen-Forum die achtköpfige Songgruppe Bonner Blaustrümpfe. Für diese Gruppe schrieb sie zahlreiche populäre Lieder zu Themen der Frauenbewegung, die von Inge Latz vertont wurden, und trat als Sängerin auf. Ihre Erfahrungen schilderte sie im Frauenjahrbuch ’77.
Trotz ihrer Erfolge als Liedermacherin und Schriftstellerin erkrankte Muhr erneut an schweren Depressionen. Sie starb am 13. Januar 1978 durch Suizid.

## Werke
- (als Charlotte Klemp) Nietzsche und die Transzendenz. Inaugural-Dissertation zur Erlangung des Doktorgrades der Philosophischen Fakultät Köln. Diss. masch., Köln 1954
- Depressionen. Tagebuch einer Krankheit. Kiepenheuer u. Witsch, Köln, Berlin 1970 (Pocket Bd. 14), ISBN 3-462-01121-9; Fischer Taschenbuch Verlag, Frankfurt a. M. 1978 (Fischer Taschenbuch 2035), ISBN 3-596-22035-1  (verfilmt)
- Freundinnen. Schneekluth, München 1974, ISBN 3-7951-0276-6
- Huberts Reise oder Kein Übel ist größer als die Angst davor. Literarischer Verlag Braun, Köln 1978, ISBN 3-88097-103-X
- Die Bonner Blaustrümpfe. Geschichte einer feministischen Songgruppe. In: Frauenjahrbuch ’77. Frauenoffensive, München 1977, S. 117–124, ISBN 3-88104-023-4

## Von Inge Latz vertonte Lieder
- zum haaresträuben. protest- und spottlieder für die neue frauenbewegung. Liederbuch zum Jahr der Frau (Texte von Gisela Meussling und Caroline Muhr). Frauen-Verlag, Koblenz 1975
- Wer nur den lieben Mann läßt walten; Wer’s glaubt, wird selig; Partnerschaft. In: Walter Heimann, Ernst Klusen (Hrsg.): Kritische Lieder der 1970er Jahre. Texte und Noten mit Begleit-Akkorden.  Fischer Taschenbuch Verlag, Frankfurt am Main 1978 (Fischer Taschenbuch 2950), ISBN 3-596-22950-2
- An einen Mann; Das Lied vom Frauenhaus; Ein Mann in den besten Jahren; Frauenfête. In: Frauen-Lieder. Texte und Noten mit Begleit-Akkorden. Fischer Taschenbuch Verlag, Frankfurt am Main 1980 (Fischer Taschenbuch 2957), ISBN 3-596-22957-X
- Das Lied vom Frauenhaus. In: Wir waren viel zu lange still. Lieder für, von und über Frauen. Verlag Jugend & Politik, Frankfurt am Main 1980, ISBN 3-88203-056-9

## Tonträger
- Die Bonner Blaustrümpfe singen Protest- und Spottlieder. (LP, mit Inge Latz, Ulrike Dumrese, Christel Fischer und Gisela Meussling.) Bonn 1977 (Von Caroline Muhr getextet: Die neue Frau; Wer nur den lieben Mann läßt walten; Psychologie; Heimchen, bleib an deinem Herd; Partnerschaft – ein Lied aus der Küche; Das Lied vom Frauenhaus; Wer’s glaubt, wird selig)